# イズント・イット・ア・ピティー
「イズント・イット・ア・ピティー」はイギリスのミュージシャン、ジョージ・ハリスンの楽曲。
ソロでのジョージの代表曲の一つであり、ベスト盤『レット・イット・ロール ソングス・オブ・ジョージ・ハリスン』のラストに収録されている他、『ライヴ・イン・ジャパン』にも収録されている。
エリック・クラプトンのお気に入りの一曲でジョージの曲の中では最も好きだとも述べている。

## 概要
もとの曲は1966年に出来上がっており、『リボルバー』や『サージェント・ペパーズ・ロンリー・ハーツ・クラブ・バンド』、『ザ・ビートルズ(ホワイト・アルバム)』に収録するよう提案していたものの、なかなか録音されずに、1969年のゲット・バック・セッションでとうとう録音されたがお蔵入りとなってしまい、フランク・シントラに提供することも考えていたという。

「ジョージ・ハリスン自伝: I・ME・MINE」でジョージはこう述べている。
またこうとも述べている。
この曲には2つのヴァージョンがある。１つ目のヴァージョンは長さは7分ほどで物悲しいピアノの音から始まり、そこから大胆なオーケストレーションに発展する。このバージョンはアメリカで「マイ・スウィート・ロード」と両A面で発売され全米1位を獲得した。
2021年7月30日、この曲のテイク27のミュージック・ビデオがYouTubeで公開された。

## クレジット

### バージョン1
- ジョージ・ハリスン-リード・ボーカル、アコースティック・ギター、スライドギター、モーグ・シンセサイザー、バッキング・ボーカル
- トニー・アシュトン-ピアノ
- ビリー・プレストン-ピアノ
- ゲイリー・ライト-エレクトリックピアノ[11]
- ボビー・ウィットロック-ハーモニカ
- ピート・ハム-アコースティック・ギター
- トム・エヴァンス-アコースティック・ギター
- ジョーイ・モーランド-アコースティック・ギター
- クラウス・フォアマン-ベース・ギター
- リンゴ・スター-ドラム
- マイク・ギビンス-タンバリン
- 不明-パーカッション
- ジョン・バーハム - オーケストラル・アレンジメント、コーラス・アレンジメント

### バージョン2
- ジョージ・ハリスン-リード・ボーカル、バッキング・ボーカル
- エリック・クラプトンｰエレクトリック・ギター
- トニー・アシュトン-ピアノ
- ボビー・ウィットロック-オルガン
- カール・レイドルｰベース・ギター
- リンゴ・スター-ドラム
- マイク・ギビンス-タンバリン
- ジョン・バーハムｰ木管楽器でのアレンジ

## カバー
- ニーナ・シモン-1972年、アルバム『エマージェンシー・ワード』でカバー
- エリック・クラプトン、ビリー・プレストン-2002年、コンサート・フォー・ジョージでカバー[12]
- ロバータ・フラック-2012年、ビートルズのカバーアルバム、『レット・イット・ビー・ロバータ』でカバー[13]
- ピーター・フランプトンｰ2021年、インストカバーアルバム『Frampton Forgets the Words』でカバー。ミュージックビデオも作られている[14]。